# Мефисто
«Мефисто» (англ. Mephisto — «Мефистофель») — фильм режиссёра Иштвана Сабо, снятый в 1981 году. Экранизация романа Клауса Манна «Мефисто. История одной карьеры» (1936 год). Лауреат премии «Оскар» за лучший фильм на иностранном языке. Это первая часть так называемой «немецкой трилогии» фильмов Иштвана Сабо («Мефисто», «Полковник Редль», «Хануссен»). Фильм снят на немецком языке.

## Сюжет
В основе сюжета лежит история духовной деградации друга молодости Клауса Манна — знаменитого актёра Густафа Грюндгенса. Неуёмное честолюбие подвигло его на сотрудничество с властью, сделавшей его директором Государственного театра в Берлине.
Актёр из Гамбурга Хендрик Хофген честолюбив, талантлив, полон свежих идей. Но его имя даже не могут правильно прочитать на афишах. Он даёт себе клятву во что бы то ни стало добиться славы, денег и признания. За вожделенный успех он продаёт свою душу, но не Дьяволу, а нацистам. Только позже, полностью попав под пяту нацистской Германии, он понимает свою ошибку.

## В ролях
- Клаус Мария Брандауэр — Хендрик Хёфген
- Кристина Янда — Барбара Брюкнер
- Ильдико Баншаги — Николетта фон Нибур
- Рольф Хоппе — маршал (списан с Германа Геринга)
- Дьёрдь Черхальми — Ханс Миклас
- Петер Андораи — Отто Ульрихс
- Карин Бойд — Жюльетт Мартинс
- Кристин Харборт — Лотта Линденталь
- Здзислав Мрожевский — Брукнер
- Тамаш Майор — Оскар Кроге
- Юдит Хернади — Рейчел Моренвиц[2]

Длительность фильма составляет 144 минуты. На дисках, издававшихся в России, фильм можно встретить в вариантах от 128 до 144 минут.

## Премии и награды
- Награда МКФ в Каннах 1981 за лучший сценарий
- Премия кинокритиков ФИПРЕССИ
- «Оскар» 1982 за лучший иноязычный фильм
- 2 награды David di Donatello Awards 1982 (лучший иностранный актёр — Клаус Мария Брандауэр, лучший иностранный фильм)
- Награда Silver Ribbon by Italian National Syndicate of Film Journalists 1982 за режиссуру
- Награда National Board of Review (USA) 1982 за лучший иностранный фильм
- Серебряный приз Guild of German Art House Cinemas 1983 за лучший иностранный фильм
- Награда London Critics Circle Film Awards 1983 лучшему иностранному фильму года